# 高尾橋

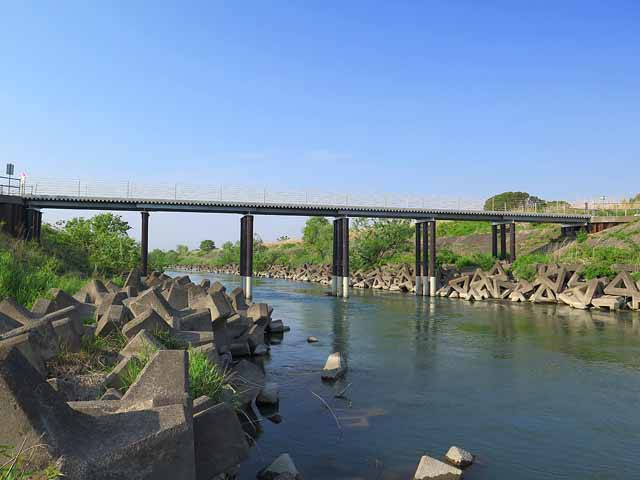
右岸下流側、低水敷より望む

高尾橋（たかおはし）は埼玉県北本市高尾にある荒川に架かる北本市道107号の冠水橋である。

## 概要
荒川の河口から58.8キロメートルの地点に位置する全長42.6メートル、幅員2.4メートルの高水敷に架かる6径間のコンクリート製の冠水橋（かんすいきょう）で、下流にある樋詰橋によく似た鋼管製の橋脚を持つ桁橋である。現行橋は各種通行制限があり、幅員制限は1.9メートルで橋の両入口に進入制限用の縁石とラバーポールがあり、重量制限は標識にて2.0トンとなっている。道幅が狭いことから交互通行である。ポールを立ててロープを張った取り外しが可能な簡易な欄干が設置されている。この欄干は増水による冠水が見込まれる際は市の委託業者が取り外しを行なう。交通量は上流側にある冠水橋である原馬室橋よりも多くなっている。高尾地区の農耕地を結ぶ生活道路となっているほか、河川敷のレジャーとしての利用も見られる。
冠水橋なので、荒川の増水が高水敷にまで達すると水没する場合もあるため、それが見込まれる時、橋は通行止めとなる。

## 歴史
荒川は昔、旧高尾村（現北本市高尾地区）の西にある「旧荒川」の流路が本流だった。蛇行していた部分で、氾濫を繰り返していたため、昭和初期に行われた荒川の河川改修による流路変更によって直線化された捷水路に付け替えられたことにより、荒川に分断された高尾地区の旧荒川との間に取り残された農耕地を結ぶ橋である。

### 高尾の渡し
高尾橋が開通する以前は「高尾の渡し」と呼ばれる、高尾村と高尾新田村を結ぶ渡船二艘を有する私設の渡船であった。渡船はいつから開設されていたか定かではないが、1685年（貞享2年）の史料に「高尾渡し」と記されていたことからその頃までには存在したとされる。渡船賃（通行料）は1876年（明治9年）6月の時点では徒歩2厘5毛、荷馬は6厘であった。また、渡船場には河岸場が併設され、1690年（元禄3年）に開設された、荒川筋に4つある江戸幕府公認で、幕府廻米運賃制定の河岸場である高尾河岸が現在の高尾橋の約100メートル川下の場所に位置し、江戸への物資輸送の拠点として機能していた。北本で最も栄えていた場所の一つで、河岸場周辺には町が形成され、塩も仕事も高尾に行けば何でもそろい、そこに無いものはないと言われたほどで、1883年（明治16年）に日本鉄道（現在の高崎線）が開通するまでは大変な賑わいだったという。「高尾のタンス」と呼ばれた地場産業である桐箪笥作りも盛んで、東京箪笥の元祖として江戸時代からその名が知られていた。この箪笥作りは1940年（昭和15年）に物品税の導入などにより衰退した。なお、高尾河岸は大正の初頭頃に終焉した。現在は阿弥陀堂のみが当時の面影を留めるほかは農家が数軒あるのみである。また、渡船場につながる道も残っている。

### 1932年の橋

旧高尾橋（1962年）

橋は1932年（昭和7年）に初めて架設された。通行は有料で船頭が通行料を徴収していた。桁の上に板を並べた橋で、渡ると板がぐらついて慣れないと怖くて渡れなかったという。また、増水時で橋が渡れない場合は臨時に渡船を運行し、橋が流失した際は船頭がそれを架け直した。その後橋は周辺地域で管理するようになり、1968年（昭和43年）までは地元の球根組合の収益金を充てて架け替えや増水時における橋板を外す作業などの管理をしていたことから、戦前より通称として「球根橋」と呼ばれた。橋板の撤去は向う岸（右岸）側より一枚ずつ順次行ったが、足元が不安定でもあり、危険の伴う作業であった。橋板の撤去が間に合わずに流されてしまい、船で東京湾の入口近くまで回収に向かったこともあったという。なお、現在は北本市が管理している。
冠水橋なので流失および一部損壊が幾度となく繰り返され、流失については1954年（昭和29年）9月の台風14号、1961年（昭和36年）10月の台風（1962年4月復旧）、1965年（昭和40年）8月の台風17号で発生した。護岸の強度不足や、砂利採掘がその被害を助長させたとみられている。

### 1966年の橋
1965年（昭和40年）8月の台風17号で流失した橋は、1966年（昭和41年）1月復旧工事に着手し、冠水橋（潜水橋）として架け直され3月に完了した。この1966年に架け直された橋は木部の腐食箇所の修繕を繰り返しながら40年以上使われ続けた。この間、1983年（昭和58年）の台風5号・6号、1985年（昭和60年）の台風6号、2007年（平成19年）の台風9号で冠水が発生している。地元の要望を受け、1996年（平成8年）1月末には老朽化した橋桁の木材を交換し、橋桁の塗り替えを行なう改修工事を実施した。
近年では2011年（平成23年）の洪水で被災し、その際には上部工の詳細設計に336万円と工費2,121万円を掛けて災害復旧工事を行い、木製の橋桁から現在のコンクリート製の橋桁に交換された。下部工（橋脚）は流用され、塗色も今までの青色から茶系の色に塗り直された。

## 風景

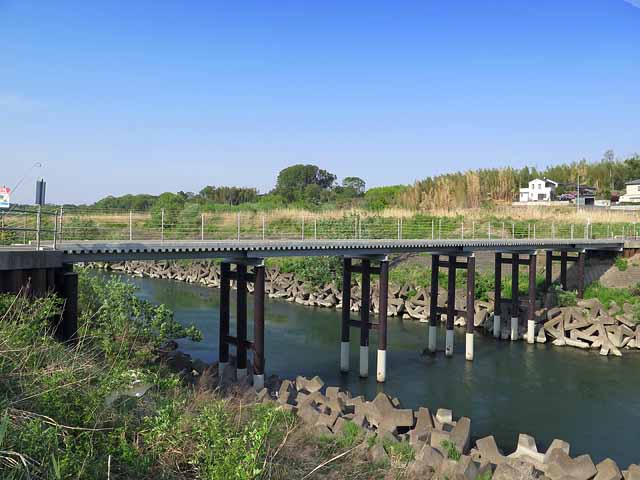
右岸下流側より望む。
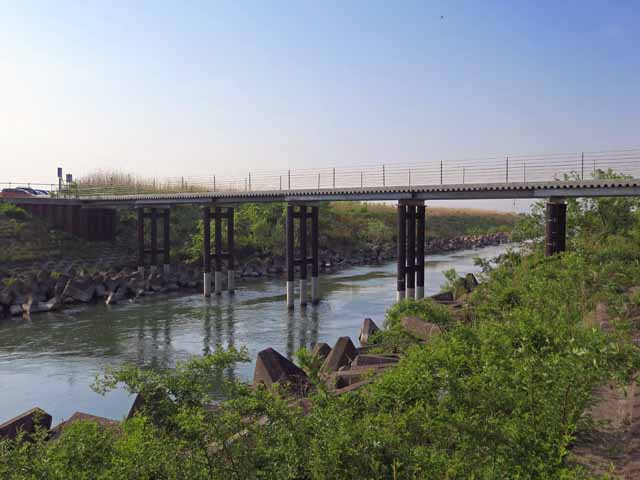
左岸下流側より望む。
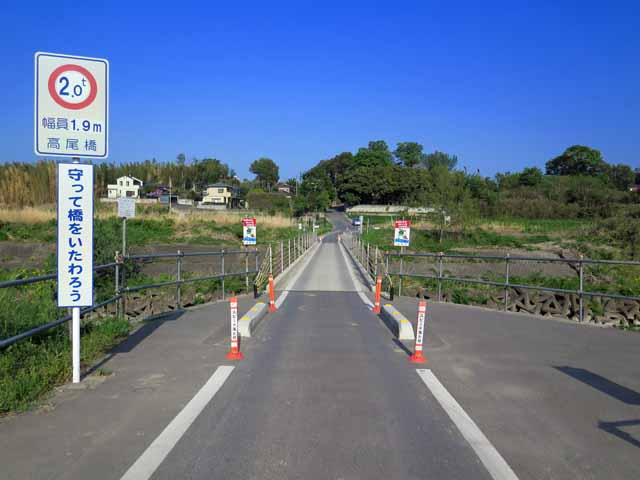
右岸側橋詰より望む。

## 周辺
橋が立地する左岸側は大宮台地の縁で、その付近は大宮台地の中で最も標高の高い地点（標高32メートル）である。また、右岸側は荒川低地と呼ばれる沖積低地で、左岸側にはない連続した堤防が設けられ、上流側は荒川沿いの広大な河川敷が広がる。周辺は一部が運動場のほかは農地となっている。また、荒川の旧流路（旧荒川）が右岸側河川敷に残存している。その旧流路は上流部は明秋湖とも呼ばれ、北本市と比企郡吉見町の境界を成している。高尾橋の上流側である原馬室橋との間、鴻巣市との境界付近にかつて北袋橋と呼ばれる冠水橋が架かっていた。
- 北本水辺プラザ公園 - すぐ下流側に位置している。
- 北本市野外活動センター
- 高尾スポーツ広場
- 高尾さくら公園 - 石戸蒲桜の後継樹のほか、全国各地から集められた30種約200本の桜が植樹されている[36]。
- 阿弥陀堂
- 馬室埴輪窯跡 - 埼玉県指定史跡
- 吉見町立東第二小学校
- 県央ふれあいんぐロード（荒川サイクリングロード）

## 隣の橋
- 荒川

（上流） - 御成橋 - 原馬室橋 - 高尾橋 - 荒井橋 - 圏央道荒川橋 - （下流）